# Mikhail Kolyada
Mikhail Sergeyevich Kolyada (em russo:  Михаил Сергеевич Коляда; São Petersburgo, 18 de fevereiro de 1995) é um patinador artístico russo. Ele foi medalhista de bronze do Campeonato Mundial de 2018 e dos Campeonatos Europeus de 2017 e de 2018, e foi bicampeão do Campeonato Russo. Kolyada disputou os Jogos Olímpicos de Inverno de 2018, onde terminou na oitava posição no individual masculino e conquistou a medalha de prata na competição por equipes.

## Principais resultados
| Resultados | Resultados    | Resultados       | Resultados        | Resultados      | Resultados        | Resultados        | Resultados        | Resultados       | Resultados    | Resultados    | Resultados    | Resultados    |
| Internacional | Internacional | Internacional    | Internacional     | Internacional   | Internacional     | Internacional     | Internacional     | Internacional    | Internacional | Internacional | Internacional | Internacional |
| Evento/Temporada | 2011– 2012    | 2012– 2013       | 2013– 2014        | 2014– 2015      | 2015– 2016        | 2016– 2017        | 2017– 2018        | 2018– 2019       |               |               |               |               |
| --- | ------------- | ---------------- | ----------------- | --------------- | ----------------- | ----------------- | ----------------- | ---------------- | ------------- | ------------- | ------------- | ------------- |
| Jogos Olímpicos |               |                  |                   |                 |                   |                   | 8.º               |                  |               |               |               |               |
| Campeonato Mundial |               |                  |                   |                 | 4.º               | 8.º               | Medalha de bronze |                  |               |               |               |               |
| Campeonato Europeu |               |                  |                   |                 | 5.º               | Medalha de bronze | Medalha de bronze | 5.º              |               |               |               |               |
| GP Grand Prix Final |               |                  |                   |                 |                   |                   | Medalha de bronze |                  |               |               |               |               |
| GP Cup of China |               |                  |                   |                 |                   |                   | Medalha de ouro   |                  |               |               |               |               |
| GP Grand Prix de Helsinque |               |                  |                   |                 |                   |                   |                   | 4.º              |               |               |               |               |
| GP NHK Trophy |               |                  |                   |                 |                   | 5.º               |                   |                  |               |               |               |               |
| GP Rostelecom Cup |               |                  |                   | WD              | 5.º               | 4.º               | Medalha de bronze | 4.º              |               |               |               |               |
| CS Finlandia Trophy |               |                  |                   |                 |                   | 4.º               | 4.º               | Medalha de ouro  |               |               |               |               |
| CS Golden Spin of Zagreb |               |                  |                   |                 |                   |                   |                   | Medalha de prata |               |               |               |               |
| CS Ice Challenge |               |                  |                   |                 | Medalha de bronze |                   |                   |                  |               |               |               |               |
| CS Ondrej Nepela Trophy |               |                  |                   |                 | Medalha de prata  |                   | Medalha de ouro   | Medalha de ouro  |               |               |               |               |
| CS Tallinn Trophy |               |                  |                   |                 |                   |                   | WD                |                  |               |               |               |               |
| Dragon Trophy |               |                  | Medalha de ouro   |                 |                   |                   |                   |                  |               |               |               |               |
| Gardena Spring Trophy |               |                  | Medalha de bronze | Medalha de ouro |                   |                   |                   |                  |               |               |               |               |
| Hellmut Seibt Memorial |               |                  |                   |                 | Medalha de ouro   |                   |                   |                  |               |               |               |               |
| Volvo Open Cup |               | Medalha de prata |                   |                 |                   |                   |                   |                  |               |               |               |               |
| Internacional – Júnior |               |                  |                   |                 |                   |                   |                   |                  |               |               |               |               |
| Campeonato Mundial Júnior |               | 6.º              |                   |                 |                   |                   |                   |                  |               |               |               |               |
| JGP JGP Austrália | 4.º           |                  |                   |                 |                   |                   |                   |                  |               |               |               |               |
| JGP JGP Eslováquia |               |                  | Medalha de bronze |                 |                   |                   |                   |                  |               |               |               |               |
| JGP JGP Estônia |               |                  | Medalha de prata  |                 |                   |                   |                   |                  |               |               |               |               |
| JGP JGP França |               | 6.º              |                   |                 |                   |                   |                   |                  |               |               |               |               |
| Nacional |               |                  |                   |                 |                   |                   |                   |                  |               |               |               |               |
| Campeonato Russo |               | 7.º              | WD                |                 | Medalha de prata  | Medalha de ouro   | Medalha de ouro   | Medalha de prata |               |               |               |               |
| Campeonato Russo – Júnior | 6.º           | Medalha de ouro  | 5.º               |                 |                   |                   |                   |                  |               |               |               |               |
| Equipes |               |                  |                   |                 |                   |                   |                   |                  |               |               |               |               |
| Jogos Olímpicos |               |                  |                   |                 |                   |                   | 2T/8P             |                  |               |               |               |               |
| Troféu Mundial por Equipes |               |                  |                   |                 |                   | 2T/4P             |                   |                  |               |               |               |               |
| Team Challenge Cup |               |                  |                   |                 | 2T/4P             |                   |                   |                  |               |               |               |               |
| |               |                  |                   |                 |                   |                   |                   |                  |               |               |               |               |
| Legenda: GP = Grand Prix; CS = Challenger Series; JGP = Grand Prix Júnior; WD = Abandonou; T = Posição da equipe; P = Posição individual; Competição não foi disputada nesta temporada; Competição não fez parte do GP/CS; Competição fez parte do GP/CS |               |                  |                   |                 |                   |                   |                   |                  |               |               |               |               |